# Cicerale
Cicerale község (comune) Olaszország Campania régiójában, Salerno megyében.

## Fekvése
Cicerale egy mezőgazdasági település az Alento folyó völgyében. Határai: Agropoli, Capaccio, Giungano, Monteforte Cilento, Ogliastro Cilento, Perito, Prignano Cilento és Trentinara.

## Története
A település első említése 1461-ből származik (borgo Ciceralensis), amikor I. Aragóniai Ferdinánd a Sanseverino nápolyi nemesi családnak ajándékozta. 1636-ban a Carafa család birtoka lett, akinek tulajdonában maradt 1806-ig, amikor a Nápolyi Királyságban felszámolták a feudalizmust. 

## Népessége
A népesség számának alakulása:

## Főbb látnivalói
A település érdekessége, hogy csupán egyetlen utcája van, a házai ennek két oldalán sorakoznak. Főbb látnivalói az egykori nemesi paloták (Palazzo Marchesale Carafa és Palazzo Caracciolo) valamint a 12. században épült San Nicola-templom.